# Степ (повість)
Степ (Історія однієї подорожі) (рос. Степь (История одной поездки) — повість російського письменника українського походження Антона Павловича Чехова.  Вперше опублікована у журналі "Северный вестник" у 1888 році.

## Історія створення
В основі твору — враження автора від подорожі донецькими степами у 1887 році, про що він розповідав у листах письменникам Миколі Лейкіну та Володимиру Короленку.

## Сюжет
Купець Іван Іванович Кузмичьов разом зі священником, батьком Христофором, їде по торговельних справах. Також у нього на меті відвезти племінника Єгора до подруги своєї сестри задля влаштування на навчання до гімназії.
На своєму шляху мандрівники спостерігають захопливі степові пейзажі, зустрічають цікавих людей. На Єгора незабутнє враження справляє графиня Драницька, «невловимий» купець Варламов, дід Пантелей. 
Іван Іванович та отець Христофор вдало вирішують свої господарчі справи та зрештою дістаються кінцевої цілі своєї подорожі. Іван Іванович знаходить Настасю Петрівну, подругу сестри, та залишає в неї Єгора, домовившись про влаштування його на навчання.

## Відгуки
Російський письменник Володимир Гіляровський висловив свої враження від твору: «Чудово! Адже це ж справжній, справжній степ! Прямо дихаєш степом, коли читаєш».
На думку професора Університету Міннесоти Леонарда А. Полакієвича, у повісті «Степ» автор вдало провів паралелі між життям степу та людським існуванням.

## Екранізації
За мотивами твору були зняті фільми:
- «La Steppa» — італійським режисером Альберто Латтуадо у 1962 році[4].

- «Степь» — радянським режисером Сергієм Бондарчуком у 1978 році[5].

- «La Steppe» — французьким режисером Жан-Жак Гороном у 1982 році[6].